# Nicky Hopkins
Nicky Hopkins, născut Nicholas Christian Hopkins (n. 24 februarie 1944, d. 6 septembrie 1994) a fost un pianist și organist englez.
A înregistrat și cântat unele dintre cele mai importante cântece din muzica populară britanică și americană din anii 1960 și 1970.